# Ісаак Террасас
Ісаак Террасас Гарсія (ісп. Isaac Terrazas García, нар. 23 червня 1973, Мехіко) — мексиканський футболіст, що грав на позиції захисника.
Виступав, зокрема, за клуб «Америка», а також національну збірну Мексики.

## Клубна кар'єра
У дорослому футболі дебютував 1991 року виступами за команду клубу «Америка», в якій провів три сезони, взявши участь у 13 матчах чемпіонату.
Протягом 1994—1995 років захищав на умовах оренди кольори команди клубу «Галлос Ідрокалідос де Агуаскальєнтес».
1995 року повернувся з оренди до «Америки», де швидко став основним гравцем захисту. Цього разу відіграв за команду з Мехіко наступні п'ять сезонів своєї ігрової кар'єри. 
Протягом 2000—2001 років захищав кольори команди клубу «Ірапуато».
Завершив професійну ігрову кар'єру у клубі «Веракрус», за команду якого виступав протягом 2002—2005 років.

## Виступи за збірну
1997 року дебютував в офіційних матчах у складі національної збірної Мексики. Протягом кар'єри у національній команді, яка тривала 3 роки, провів у формі головної команди країни 15 матчів, забивши 2 голи.
У складі збірної був учасником розіграшу Кубка конфедерацій 1997 року у Саудівській Аравії, чемпіонату світу 1998 року у Франції, розіграшу Кубка Америки 1999 року в Парагваї, на якому команда здобула бронзові нагороди, розіграшу Кубка конфедерацій 1999 року в Мексиці, здобувши того року титул переможця турніру.

## Титули і досягнення
- Переможець Кубка конфедерацій: 1999
- Бронзовий призер Кубка Америки: 1999